# Dasyhesma scholtziae
Dasyhesma scholtziae är en biart som beskrevs av Exley 2004. Dasyhesma scholtziae ingår i släktet Dasyhesma och familjen korttungebin. Inga underarter finns listade i Catalogue of Life.

## Bildgalleri

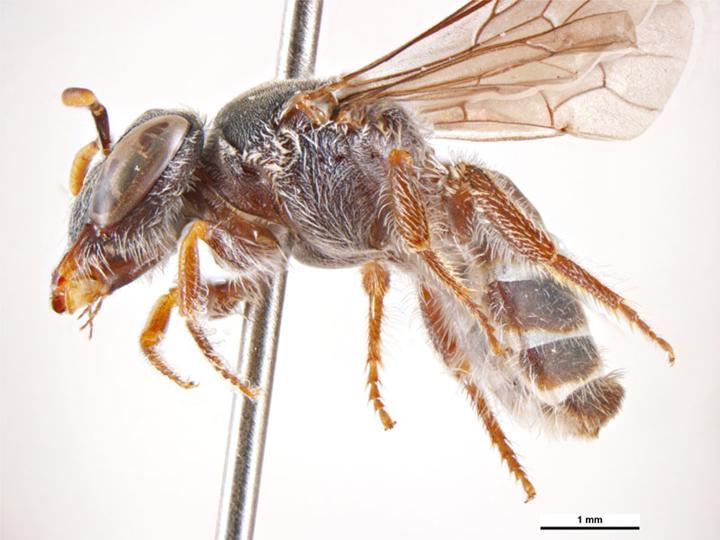
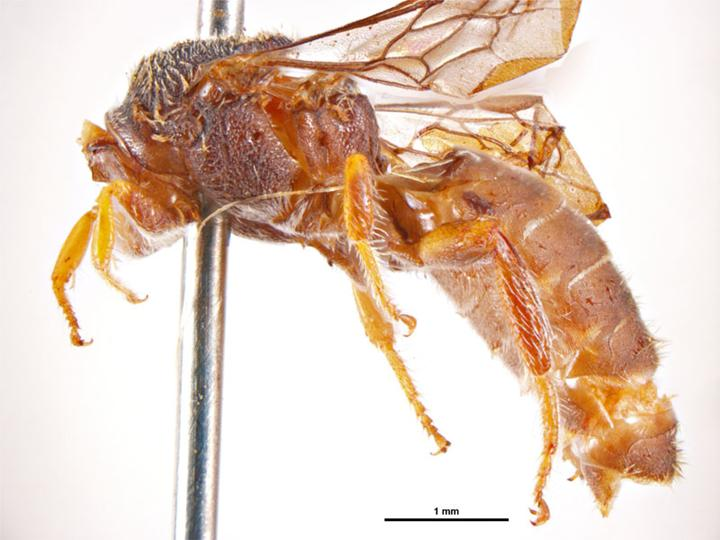